# Dấu hiệu ghế đẩu
Dấu hiệu ghế đẩu (hay Dấu hiệu Gowers) là một triệu chứng thực thể cho thấy sự suy yếu hoặc liệt các cơ gần gốc chi, thường là ở chi dưới. Bệnh nhân đi lại chóng mỏi, lên thang gác khó khăn, ngồi trên ghế đứng dậy bắt buộc phải có dùng tay chống đẩy do không có sức mạnh cơ hông và đùi.
Dấu hiệu này đặt tên theo bác sỹ thần kinh người Anh, ông William Richard Gowers (1845-1915).

## Cơ chế bệnh sinh
Dấu hiệu ghế đẩu thường thấy ở chứng loạn dưỡng cơ Duchenne, hay biểu hiện khi trẻ 4–6 tuổi, nhưng cũng tự biểu hiện trong bệnh nhân cơ trung tâm (centronuclear myopathy), loạn dưỡng cơ và nhiều tình trạng khác liên quan đến yếu cơ gốc chi như loạn dưỡng cơ Becker, viêm da cơ và bệnh Pompe. Bệnh nhân cường giáp thường bị yếu cơ, nhất là các cơ bám vào thân mình. Điển hình nhất là yếu cơ tứ đầu đùi. Cơ tứ đầu đùi bị yếu làm cho bệnh nhân không thể tự đứng lên sau khi đã ngồi xuống. Bệnh nhân phải chống tay vào một chỗ tựa như thành ghế để có thể đứng lên. Dấu hiệu ghế đẩu cũng được sử dụng trong khám liệt nửa người đối bên.